# 利佐古博瓦斯洛博達
50°24′33″N 31°54′44″E / 50.40917°N 31.91222°E
利佐胡博瓦-斯洛博達（烏克蘭語：Лизогубова Слобода）是位於烏克蘭北部的村莊，由基辅州布羅瓦里區的茲胡里夫卡市鎮負責管轄。該村始建於1720年，面積3.51平方公里，海拔高度127米，2001年人口623，人口密度每平方公里177.3人。